# Совет Народных Комиссаров СССР
Совет Народных Комиссаров СССР (аббр.: офиц. Совнарком СССР; разг. СНК СССР; син. офиц. Правительство СССР) — высший коллегиальный орган исполнительной и распорядительной власти Союза Советских Социалистических Республик в период c 1923 по 1946 годы.
Будучи правительством Советского Союза, Совнарком СССР и руководимые им наркоматы играли ключевую роль в таких значительных для страны и общества событиях и процессах, как восстановление экономики после гражданской войны, Новая экономическая политика (НЭП), коллективизация, электрификация, индустриализация, пятилетние планы развития народного хозяйства, цензура, борьба с религией, репрессии и политические преследования, ГУЛаг, депортация народов, присоединение Прибалтики и других территорий к СССР, организация партизанского движения, развертывание промышленного производства в тылу во время Великой Отечественной войны.
Почтовый адрес: Москва, Кремль.
В 1946 году СНК СССР преобразован в Совет Министров СССР.

## История
Создание Совета Народных Комиссаров СССР в качестве исполнительного органа Центрального Исполнительного Комитета СССР (ЦИК СССР) было предусмотрено Договором об образовании СССР. В этом договоре впервые была использована аббревиатура «Совнарком».
Прообразом Совнаркома СССР был Совет Народных Комиссаров Советской России — первая в истории советского государства коллегия председателей комиссий, которым было поручено «заведование отдельными отраслями государственной жизни». Образованный декретами 2-го Всероссийского съезда Советов и ВЦИК 27 октября (9 ноября) 1917 года, за пять лет до образования СССР, Совет Народных Комиссаров под председательством В. И. Ленина являлся правительством Российской Советской Республики (c 1918 года — РСФСР). После образования СССР, Совет Народных Комиссаров РСФСР координировал деятельность советских республик, вошедших в состав Советского Союза.
Первый состав Совнаркома СССР был утверждён на 2-й сессии ЦИК СССР 6 июля 1923 года:
- Председатель — В. И. Ленин
- Заместители председателя: Л. Б. Каменев, А. И. Рыков, А. Д. Цюрупа, В. Я. Чубарь, Г. К. Орджоникидзе, М. Д. Орахелашвили
- Народные комиссары общесоюзных наркоматов: по иностранным делам — Г. В. Чичерин, по военным и морским делам — Л. Д. Троцкий, внешней торговли — Л. Б. Красин, путей сообщения — Ф. Э. Дзержинский, почт и телеграфов — И. Н. Смирнов
- Народные комиссары объединённых наркоматов: ВСНХ — А. И. Рыков, продовольствия — Н. П. Брюханов, труда — В. В. Шмидт, финансов — Г. Я. Сокольников, Рабоче-Крестьянской инспекции — В. В. Куйбышев.

17 июля 1923 года Совет Народных Комиссаров СССР оповестил ЦИК союзных республик и их Советы Народных Комиссаров о том, что он приступил к исполнению возложенных на него задач.
В Конституции СССР 1924 года Совнарком СССР был определён как исполнительный и распорядительный орган ЦИК СССР, а с принятием Конституции СССР 1936 года он получил альтернативное наименование — Правительство СССР — и приобрёл статус высшего исполнительного и распорядительного органа государственного управления Советского Союза.
Во время Великой Отечественной войны деятельность народных комиссариатов СССР была подчинена Государственному комитету обороны — чрезвычайному органу управления под руководством Председателя СНК СССР И. В. Сталина, который был создан на период войны и обладал всей полнотой власти в СССР.
15 марта 1946 года Совнарком СССР был преобразован в Совет Министров СССР. Закон о преобразовании союзного правительства также предусматривал переименование подведомственных Правительству СССР союзных органов. Соответственно народные комиссариаты СССР были переименованы в министерства СССР, а наркомы — в министров. 
В этот же день Совет Народных Комиссаров сложил полномочия перед Верховным Советом СССР нового созыва и спустя 4 дня в соответствии с данным законом был сформирован Совет Министров. 25 февраля 1947 года были внесены соответствующие изменения в Конституцию СССР.

## Состав
Совет Народных Комиссаров СССР состоял из следующих лиц:
- Председатель Совета Народных Комиссаров СССР
- Заместители председателя СНК СССР
- Народные комиссары СССР — руководители народных комиссариатов СССР
- Председатель Государственной плановой комиссии СССР (с 1936 года)
- Председатель Комиссии советского контроля (с 1936 года)
- Председатель комитета заготовок (с 1936 года)
- Председатель комитета по делам искусств (с 1936 года)
- Председатель комитета по делам высшей школы (с 1936 года)

В состав СНК СССР также входили с правом совещательного голоса представители республик Союза ССР, члены ЦИК СССР, председатель Объединённого государственного политического управления (ОГПУ) и управляющий Центрального статистического управления. В дополнение, к участию в заседаниях Совнаркома СССР допускались председатели совнаркомов союзных республик и, по особому постановлению СНК СССР, иные лица.
На протяжении деятельности СНК СССР неоднократно менялось количество и наименования органов государственного управления по причине создания новых учреждений и разделения, слияния и упразднения ранее созданных. Соответственно изменялся состав Совета Народных Комиссаров СССР. Важную роль играл действовавший при Совнаркоме Совет труда и обороны.
Председатели Совета Народных Комиссаров СССР
Председатель Совета Народных Комиссаров СССР являлся главой советского правительства. Назначение на должность председателя осуществлялось при утверждении состава правительства на сессии ЦИК СССР (с 1938 года — Верховного Совета СССР).
- Ленин (Ульянов) Владимир Ильич (6 июля 1923 — 21 января 1924)
- Рыков Алексей Иванович (2 февраля 1924 — 19 декабря 1930)
- Молотов Вячеслав Михайлович (19 декабря 1930 — 6 мая 1941)
- Сталин Иосиф Виссарионович (6 мая 1941 — 15 марта 1946)

Управляющие делами Совета Народных Комиссаров СССР
- Горбунов Николай Петрович (17 июля 1923 — 29 декабря 1930)
- Керженцев Платон Михайлович (29 декабря 1930 — 23 марта 1933)
- Мирошников Иван Иванович (23 марта 1933 — 29 марта 1937)
- Арбузов Михаил Фёдорович (29 марта 1937 — 31 июля 1937)
- Петруничев Николай Алексеевич (31 июля 1937 — 5 ноября 1938)
- Большаков Иван Григорьевич (17 декабря 1938 — 4 июня 1939)
- Хломов Михаил Дмитриевич (10 июня 1939 — 14 ноября 1940)
- Чадаев Яков Ермолаевич (14 ноября 1940 — 15 марта 1946)

## Подчинённость
Согласно Конституции СССР 1924 года, Совет Народных Комиссаров СССР подчинялся ЦИК СССР и его Президиуму, которые имели право приостанавливать и отменять постановления и распоряжения СНК, а также распоряжения наркомов СССР при явном несоответствии данного распоряжения союзной Конституции, законодательству СССР или законодательству союзной республики. Начиная с 1938 года, Совет Народных Комиссаров СССР образовывался Верховным Советом СССР и был ему подотчётен (а в промежутках между сессиями — Президиуму Верховного Совета СССР).

## Полномочия
Совет Народных Комиссаров Союза ССР, в пределах предоставленных ему прав и на основании Положения о Совете Народных Комиссаров СССР, обладал следующими полномочиями:
- издание декретов и постановлений, обязательных к исполнению на всей территории СССР;
- рассмотрение на своих заседаниях декретов и постановлений, вносимых как отдельными наркоматами СССР, так и ЦИК союзных республик и их президиумами;[9]
- разработка положений о народных комиссариатах, которые вступали в силу после утверждения ЦИК СССР;
- назначение членов коллегий — совещательно-распорядительных органов при народных комиссариатах СССР;
- отмена распоряжений отдельных народных комиссариатов СССР;
- объединение и направление работы общесоюзных и союзно-республиканских народных комиссариатов;
- принятие мер по осуществлению народно-хозяйственного плана и государственного бюджета;
- укрепление кредитно-денежной системы;
- обеспечение общественного порядка;
- осуществление общего руководства в области внешних сношений с иностранными государствами.

Совнарком СССР не имел полномочий назначать и освобождать от должности народных комиссаров СССР и их заместителей, членов коллегий союзных наркоматов, а также руководителей ряда подведомственных Совнаркому СССР органов. Это право принадлежало Президиуму ЦИК СССР, а начиная с 1936 года — Президиуму Верховного Совета СССР, который пользовался этим правом в период между сессиями Верховного Совета СССР с последующим внесением на утверждение Верховного Совета СССР. Тем не менее, председателю Совета Народных Комиссаров СССР предоставлялось право подбора и представления кандидатур на утверждение.
Совет Народных Комиссаров СССР имел право создавать, реорганизовывать и упразднять подведомственные учреждения, которые подчинялись непосредственно Совнаркому СССР.

## Взаимоотношения народных комиссариатов СССР с республиканскими органами
Совет народных комиссаров СССР формировался из руководителей центральных органов государственного управления — народных комиссаров СССР.
Согласно Конституции 1924 года, народные комиссариаты СССР подразделялись на общесоюзные и объединённые. Общесоюзные наркоматы имели в союзных республиках своих уполномоченных, которые непосредственно подчинялись союзным наркоматам. Объединённые наркоматы действовали через сеть одноимённых народных комиссариатов союзных республик, которые выполняли задания соответствующего союзного наркомата.
Начиная с 1936 года, наркоматы СССР стали подразделяться на общесоюзные и союзно-республиканские. Также изменился порядок их деятельности. Общесоюзные наркоматы руководили порученной им отраслью государственного управления на всей территории СССР непосредственно или через назначаемые ими органы, в то время как союзно-республиканские наркоматы СССР действовали, как правило, через одноимённые наркоматы союзных республик и управляли непосредственно лишь определённым ограниченным числом предприятий по списку, утверждаемому Президиумом Верховного Совета СССР.
В каждой союзной и автономной республике действовали свои правительства — республиканские советы народных комиссаров — образуемые ЦИК (с 1938 года Верховным советом) соответствующей союзной или автономной республики. Республиканские правительства юридически не находились в непосредственном подчинении Совета Народных Комиссаров СССР, однако были обязаны в своей деятельности руководствоваться декретами и постановлениями союзного совнаркома. Вместе с тем, союзно-республиканские народные комиссариаты в составе республиканских совнаркомов имели двойное подчинение — они одновременно подчинялись как совнаркому союзной республики, в рамках которого они были созданы, так и соответствующему союзно-республиканскому народному комиссариату СССР, приказами и инструкциями которого должны были руководствоваться в своей деятельности. В отличие от союзно-республиканских народных комиссариатов союзной республики, республиканские наркоматы подчинялись только совнаркому соответствующей союзной республики.

## Официальные издания
- Газета «Известия» — в разные годы существования Совнаркома СССР выпускалась под разными наименованиями:
  - «Известия Центрального Исполнительного Комитета Союза ССР и Всероссийского Центрального Исполнительного Комитета Советов Рабочих, Крестьянских, Красноармейских и Казачьих Депутатов»[10] (Известия ЦИК и ВЦИК, 1923—1938)
  - «Известия Советов депутатов трудящихся СССР» (1938—1946)
- «Вестник ЦИК, СНК и СТО СССР» (1923—1924)
- «Собрание законов и распоряжений Рабоче-Крестьянского Правительства Союза ССР»[11] (1924—1938)
- «Собрание постановлений и распоряжений Правительства Союза ССР» (1938—1946)